# ODBC
ODBC (англ. Open Database Connectivity) — это программный интерфейс (API) доступа к базам данных, разработанный компанией Microsoft в сотрудничестве с Simba Technologies на основе спецификаций Call Level Interface (CLI), который разрабатывался организациями SQL Access Group, X/Open и Microsoft. Впоследствии CLI был стандартизован ISO. Стандарт CLI призван унифицировать программное взаимодействие с СУБД, сделать его независимым от поставщика СУБД и программно-аппаратной платформы.
В начале 1990 г. существовало несколько поставщиков баз данных, каждый из которых имел собственный интерфейс. Если приложению было необходимо общаться с несколькими источниками данных, для взаимодействия с каждой из баз данных было необходимо написать свой код. Для решения возникшей проблемы Microsoft и ряд других компаний создали стандартный интерфейс для получения и отправки источникам данных различных типов. Этот интерфейс был назван Open Database Connectivity, или открытый механизм взаимодействия с базами данных.
C помощью ODBC прикладные программисты могли разрабатывать приложения для использования одного интерфейса доступа к данным, не беспокоясь о тонкостях взаимодействия с несколькими источниками.
Это достигается благодаря тому, что поставщики различных баз данных создают драйверы, реализующие конкретное наполнение стандартных функций из ODBC API с учётом особенностей их продукта.
MFC усовершенствовала ODBC для разработчиков приложений. Истинный интерфейс ODBC является обычным процедурным API. Вместо создания простой оболочки процедурного API разработчики MFC создали набор абстрактных классов, представляющих логические сущности в базе данных.